# Amblyeleotris aurora
Espèce
Le gobie magnifique (Amblyeleotris aurora) est une espèce de poisson marin de la famille des gobiidés.

## Description
Poisson de petite taille, le gobie magnifique ne mesure pas plus de 11 cm. Son corps est allongé et de forme cylindrique avec les yeux proéminents sur le dessus de la tête. Sa teinte de fond est claire avec des bandes obliques brun-rouge, sa nageoire caudale est jaunâtre avec des marques rouges. Une barre rouge oblique sous l’œil permet de le différencier des gobies à livrée similaire.

## Distribution et habitat
Amblyeleotris aurora se rencontre dans la partie occidentale de l'océan Indien soit de l'archipel des Maldives aux côtes orientales africaines. Il affectionne les zones sablonneuses proches des récifs coralliens, vivant seul ou en couple dans un terrier qu'il partage avec une crevette du genre Alpheus entre la surface et 35 m de profondeur.

## Biologie
Ce gobie est carnivore et se nourrit de petits invertébrés passant à proximité de son terrier.
La relation entre le gobie et la crevette du genre Alpheus est dite symbiotique. Ainsi, le gobie creuse un terrier dans le sable que la crevette entretient, et dans lequel la crevette et les gobies vivent. La crevette est presque aveugle et pendant qu'elle entretient et consolide continuellement le terrier, le gobie guette à l'entrée du terrier et prévient la crevette en cas de danger. Cette dernière est en contact physique pratiquement permanent avec le gobie via une de ses antennes afin de pouvoir réagir au plus vite.